# 岡本信
岡本 信（おかもと しん、1949年4月20日 - 2009年4月19日）は、日本の男性歌手である。

## 経歴
- 1949年4月20日、神奈川県出身。本名は岡村勝太郎。
- 1964年に結成された宮ユキオとザ・プレイ・ファイブに参加。リード・ボーカルを務める。
- 1967年、宮ユキオとザ・プレイ・ファイブからグループ名を「ザ・ジャガーズ」に改めたのを機にフィリップス・レコードより『君に会いたい』でデビュー。
- ザ・ジャガーズが1971年に解散した後、ソロ歌手に転身ののち1973年に引退。
- その後はポール大源寺らとバンドを組んで音楽活動を続け、またミュージカル俳優として活動する傍ら自ら東京歌舞伎町の高級会員制クラブを経営するなどしていた。
- 1981年にザ・ジャガーズが再結成されたのを機に、ライブ活動やテレビ出演を精力的にこなしていた。
- 1988年にはタイガース・メモリアル・クラブ・バンドに参加。
- 2009年4月19日、自宅マンションの浴槽で死亡しているのが知人女性によって発見される[1]。事件性は無く、その後入浴中に心不全を起こしたものと断定された[2]。59歳没。60歳の誕生日を迎える前日のことであった[3]。ザ・ジャガーズのメンバーで40年以上の親交があった沖津久幸によれば、晩年は膵臓を悪くし入退院を繰り返すなど闘病生活を送っていた。また死去の2か月前からは膵炎も患っていたという。最後のテレビ出演は、2009年2月27日に放送された『BS永遠の音楽大全集 〜グループ・サウンズ大全集〜』（NHK衛星第2テレビ）であった。この番組で岡本信はソロで出演し、『君に会いたい』を歌った。
- 2009年3月8日にアメーバブログを新設しており、初エントリーは4月21日で本人の訃報記事が最初の記事となった。
- 2009年5月20日、東京都内で本葬（お別れの会）が執り行われ、この席上でジャガーズのメンバーから「8月13日に、音楽仲間で信を送ってやりたい」と岡本信の音楽葬を2009年8月13日に開催することが発表された[4]。

## ディスコグラフィ
※　タイガース・メモリアル・クラブ・バンドは、「タイガース・メモリアル・クラブバンド#ディスコグラフィ」

### シングル
| 発売日                 | 面                     | タイトル               | 作詞                   | 作曲                   | 編曲                   | 規格                   | 規格品番               |
| フィリップス・レコード | フィリップス・レコード | フィリップス・レコード | フィリップス・レコード | フィリップス・レコード | フィリップス・レコード | フィリップス・レコード | フィリップス・レコード |
| ---------------------- | ---------------------- | ---------------------- | ---------------------- | ---------------------- | ---------------------- | ---------------------- | ---------------------- |
| 1972年4月25日          | A                      | 遠い愛の日を夢みて     | 成田賢                 | 成田賢                 | 馬飼野俊一             | EP                     | FX-2022                |
| 1972年4月25日          | B                      | 僕のエルビラ           | 成田賢                 | 成田賢                 | 馬飼野俊一             | EP                     | FX-2022                |

## G.S.クラブ

### シングル
- 元気な背番号

## スーパー・グループ・サウンズ
- Hello Everybody　（アイ高野追悼）

## その他
- OJPC物語 2001

## 脚註